# Pelecyphora
Pelecyphora es un género de cactus, nativo de  México.Comprende 4 especies descritas y de estas, solo 2 aceptadas.

## Descripción
Las plantas de este género crecen bajas en el suelo en su hábitat de Centroamérica y México.  Ninguna de las dos especies de este género son cultivadas en grandes superficies, pero son muy codiciadas por los amantes del cactus. Las especies son tubérculos, pero pueden distinguirse fácilmente una de otra, así como de otros cactus. Los tubérculos son o forma de triángulo u óvalos cubiertos con espinas fuertemente pectiniformes. Las espinas son pocas en P. strobiliformis, mientras numerosas en P. aselliformis, aunque, son apenas reconocibles como espinas en la tarde. Las flores son de color rosa oscuro y aparecen en la parte superior de la planta, apuntando hacia arriba con las anteras y el estigma de color amarillo. Las frutas son pequeñas bayas sin espinas y no dehiscentes.

## Taxonomía

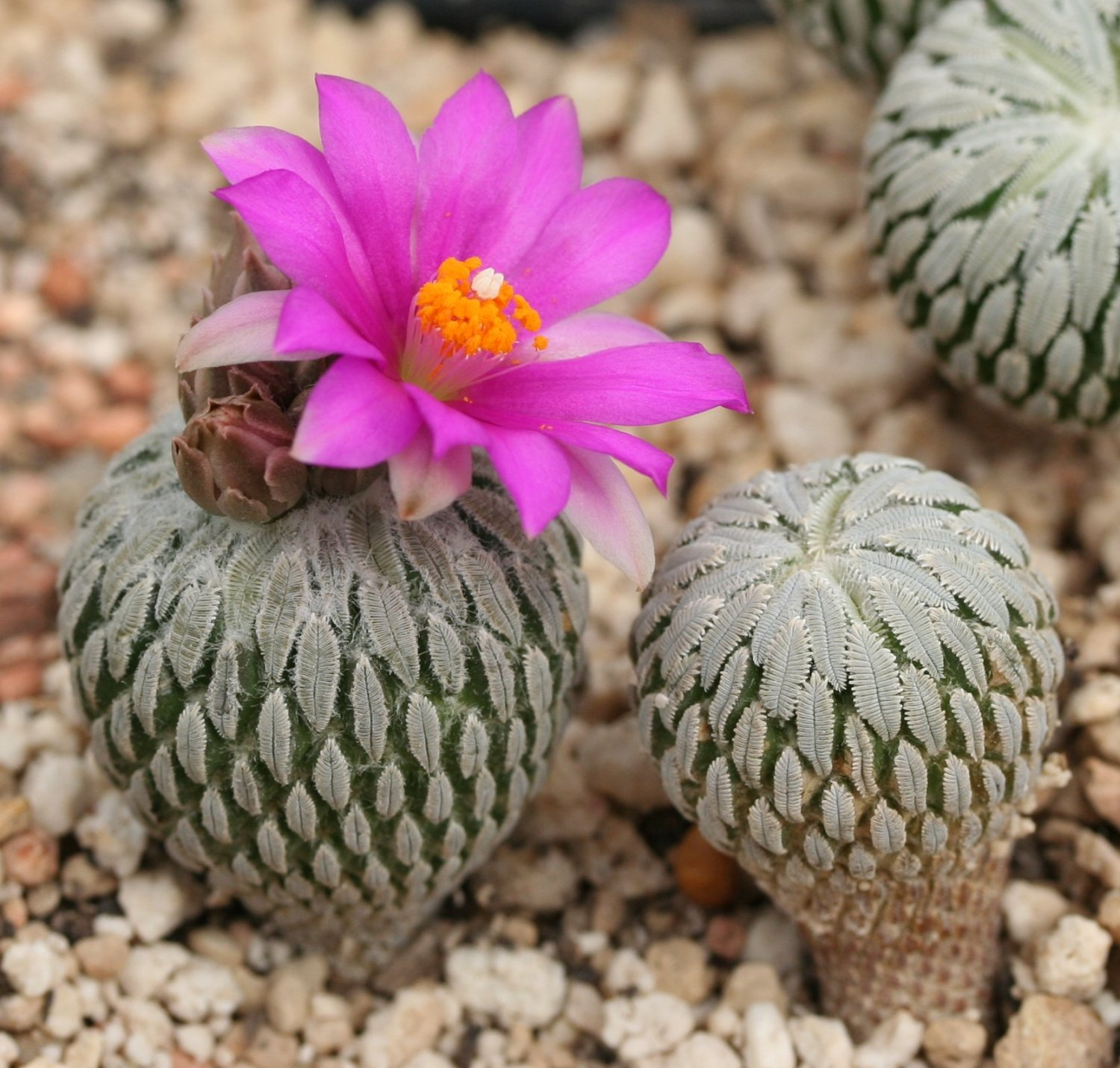
Pelecyphora asseliformis en flor.

El género fue descrito por Christian Gottfried Ehrenberg y publicado en Botanische Zeitung (Berlin) 1: 737. 1843. La especie tipo es: Pelecyphora aselliformis
Etimología
Pelecyphora: nombre genérico que deriva de las palabras griegas: 
pelekys que significa "hacha" y phoros que significa "tallo" y refleja el aspecto de la planta como de cabezas de hacha.

## Especies aceptadas
A continuación se brinda un listado de las especies del género Pelecyphora aceptadas hasta abril de 2015, ordenadas alfabéticamente. Para cada una se indica el nombre binomial seguido del autor, abreviado según las convenciones y usos.	
- Pelecyphora aselliformis - peyotillo, peyote meco
- Pelecyphora strobiliformis - pinecone cactus